# Џон Хикс
Џон Хикс (енгл. John Hicks; Ворик, 8. април 1904 — Блокли, 20. мај 1989) – 20. мај 1989, британски економиста, добитник Нобелове награде.

## Живот
После студија на Оксфорду 1922—1926. године, запослио се на Лондонској школи за економију и ту предавао економију тржишта рада и индустријске односе до 1935. године. Затим је прешао на Кембриџ на три године, а потом у Манчестер до 1946. године. Тада је отишао на Оксфорд, где је предавао до краја радног века 1971. године.
Нобелову награду за економију добио је 1972. године заједно са Кенетом Ероуом, а за 'пионирски допринос у теорији опште економске равнотеже и теорији благостања' (из образложења). Новчани износ награде поклонио је библиотеци Лондонске школе за економију.
Био је у браку са Урсулом, професором јавних финансија. Неке радове су писали заједнички. 

## Дела
Хиксов опус је врло разуђен и он је дао велике доприносе развоју економске теорије на бројним подручјима и микроекономије и макроекономије. 
Прво, увео је идеју еластичности супституције, којом се мери лакоћа замене једног производног фактора другим, а уколико се промене технологије или релативне цене фактора. Уз помоћ ове идеје Хикс је био у стању да покаже, насупрот марксистима, да се учешће радника у националном дохотку не мора смањивати због радно-штедног техничког прогреса.
Затим, велики допринос био је проналазак тзв. ИС-ЛМ модела. Тај познати макроекономски модел говори о везама инвестиција, штедње, каматне стопе и новца и представља графичку верзију кејнзијанске теорије. 
Хикс је дао допринос и економици благостања увођењем теста за поређење алтернативних стања света, који је касније назван Хикс-Калдоров текст. Њиме је покушано решење проблема неупоредивости многих стања света по критеријуму Парето оптималности. 
Следећи допринос дао је у књизи Вредност и капитал (1939), где је реформулисао савремену теорију и показао, пратећи Парета, да се о вредности може говорити без претпоставке да је корисност мерљива. У овој књизи, која је једна од важнијих у економској теорији XX века, бавио се и фундаменталним питањима опште економске равнотеже и раста, враћајући у оптицај Валраса и лозанску школу.

## Неке важније књиге
- Value and Capital, 1939
- A Revision of Demand Theory, 1956
- Capital and Growth, 1965
- Critical Essays in Monetary Theory, 1967
- Capital and Time, A Neo-Austrian theory, 1973
- Methods of Dynamic Economics, 1985